# Achelia borealis
Achelia borealis is een zeespin uit de familie Ammotheidae. De soort behoort tot het geslacht Achelia. Achelia borealis werd in 1895 voor het eerst wetenschappelijk beschreven door Schimkewitsch. 